# Josias Lorck
Josias Jessen Lorck (født 3. januar 1723 i Flensborg, død 8. februar 1785) var en tysk-dansk præst.
Lorck var søn af rådmand Jes Lorenzen Lorck og Birgitta født v. Lutten. Efter at have studeret i Halle 1742-43 kom han til København 1744 og blev ordineret som tysk kapellan ved Vor Frelsers Kirke 1745. Længe havde den tyske menighed på Christianshavn ønsket at få sin egen kirke, og for dette ønske blev Lorck en ivrig talsmand. Støttede af grev Bernstorff (den ældre) lykkedes bestræbelserne så godt, at grundstenen til den nye "Frederiks tydske Kirke" kunne nedlægges 1755, og ved indvielsen 1759 blev Lorck dens første sognepræst, hvilket embede han beklædte til sin død, 8. februar 1785. Også for skolevæsenet interesserede Lorck sig levende. Efter hans initiativ og med kammerherreinde Plessen som væsentlig støtte sammentrådte en komité til oprettelse af et opfostringshus for piger. Kongehuset og hoffets damer skænkede rige gaver, og prinsesse Charlotte Amalie overtog stillingen som direktrice. 1755 kunne begyndelsen gøres med 25 børn i et lejet hus; 1760 fik stiftelsen sin egen bygning, tegnet af Philip de Lange, i Prinsessegade på Christianshavn; i anstaltens højeste blomstringstid talte den 120 elever, der foruden undervisning fik føde og klæder i anstalten for at uddannes til dygtige tjenestepiger. Men omtrent samtidig med stifterens død blev anstalten igen ophævet.
Lorck var også litterært meget virksom. En række traktater med Jesu barndomshistorie som udgangspunkt foreligger fra hans hånd. Han var en flittig medarbejder lige fra begyndelsen i det af A.F. Büsching grundede tidsskrift: Nachrichten von dem Zustande der Wissenschaften u. Künste in den dänischen Reichen u. Ländern, I-IV (1754-57); og da Büsching atter vendte tilbage til Tyskland, blev Lorck hovedredaktør, i det titlen forandredes til: Fortgesetzte Nachrichten etc., I-IV (1758-66), og Dänisches Journal, I-II (1767-70). End videre udgav han nogle kirkehistoriske samlinger (Beiträge zu der neuesten Kirchengeschichte in den kön. dän. Reichen u. Ländern, I-II, 1756-58) med missionsefterretninger fra de danske bilande og forskellige aktstykker til Danmarks nyere kirkehistorie. Men mest bekendt er Lorck dog blevet ved sin berømte bibelsamling, som han grundlagde 1753, og hvis vækst og kritiske vurdering han selv udførlig har meddelt i Bibelgeschichte in einigen Beiträgen erläutert, I-II (1779-83), som tillige er et forsøg på at give en historisk-kritisk udsigt over bibeludgaver og bibeloversættelser. Samlingen var efterhånden kommet til at omfatte 5100 numre, deriblandt de største sjældenheder, og hørte til hovedstadens seværdigheder. Hertug Carl 2. Eugen af Württemberg kom i vinterens hjerte 1783-84 i egen person og uden følge til København for at af købe Lorck skatten. Den blev solgt til hertugen for 8000 rigsdaler og en årlig pension af 100 rigsdaler til ejeren og efter hans død til hans eventuelle enke; nu er den indlemmet i det offentlige bibliotek i Stuttgart. En af Lorck selv påbegyndt katalog blev efter hans død fuldført og udgivet af hans svigersøn dr. J.G.C. Adler i fem dele (Altona 1787).
Han var to gange gift: 1. gang (1752) med Johanne Maria f. Kreber (død 1770), 2. gang (1771) med Sophia Amalie f. Müller (død 1787), datter af ingeniørmajor Otto Johann Müller i Slesvig by. Lorck var morbroder til digteren Matthias Claudius, der levede i København 1764-65 som sekretær hos grev Holstein, rimeligvis efter Lorcks anbefaling.